# Asir-Gebirge

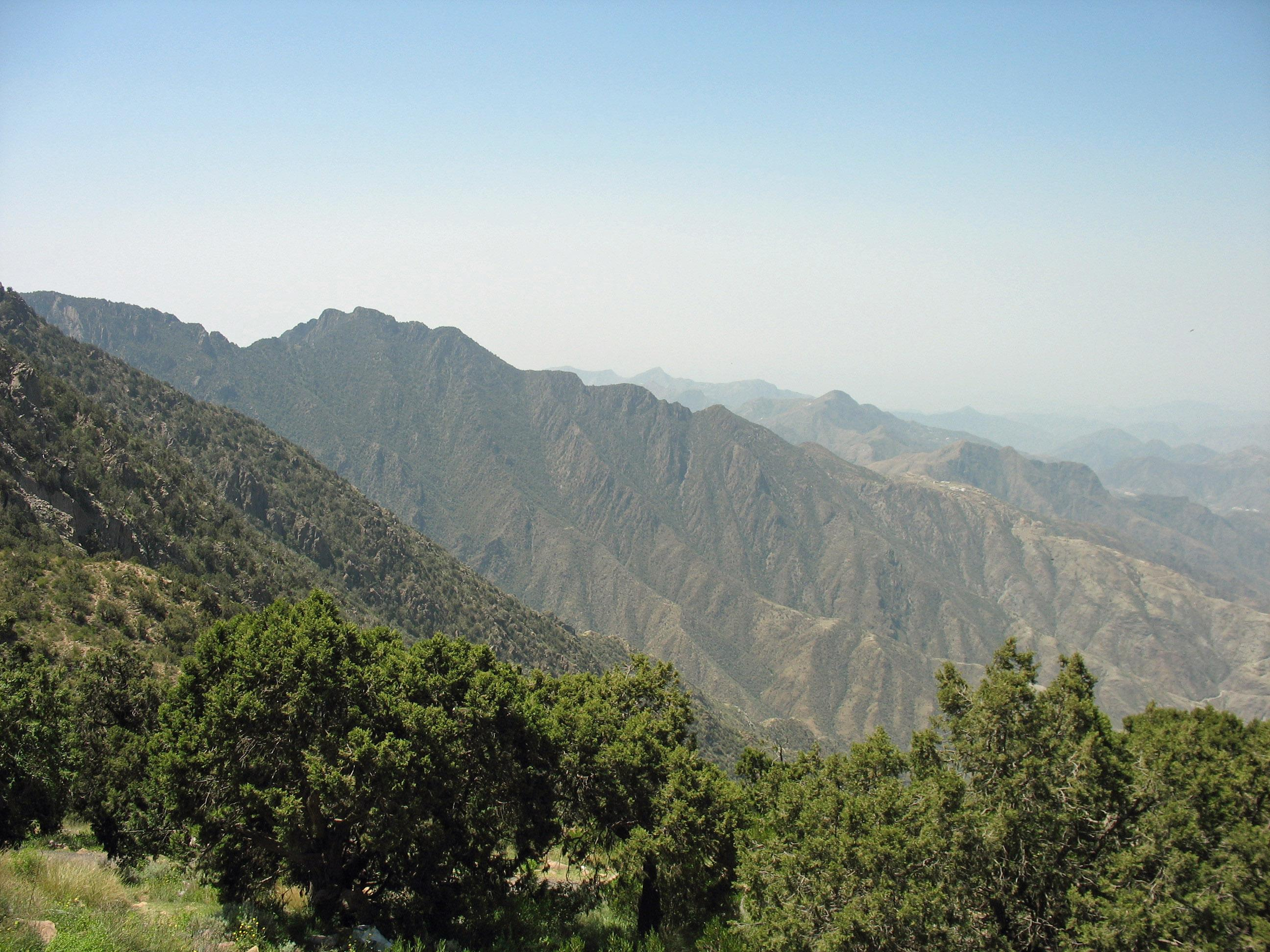
Asir-Gebirge

Das Asir-Gebirge (auch: Asyrgebirge) befindet sich auf der Westseite der Arabischen Halbinsel in der gleichnamigen Region und verläuft parallel zum Roten Meer. Die höchsten Berge Saudi-Arabiens, der Dschabal Ferwaʿ und der Dschabal Sauda sind Teil des Gebirges. Bedeutende Städte in und an dem Gebirge sind Mekka und Chamis Muschait.
Geologisch ist das Asir-Gebirge die östliche Riftschulter des Grabenbruchs des Roten Meeres.
Die Bewohner sind überwiegend Ackerbauern und wie die Jemeniten eher kleinwüchsig. Terrassen und Wehrtürme prägen das Landschaftsbild. Die im Jemen vorherrschende schräge Lehmarchitektur dehnt sich bis hier aus.